# Campeonato Mundial de Voleibol Femenino Sub-18 de 2019
El Campeonato Mundial de Voleibol Femenino Sub-18 de 2019 fue la XVI edición del torneo mundial de selecciones nacionales femeninas categoría sub-18 de la Federación Internacional de Voleibol (FIVB) realizado en Egipto. Participaron 20 selecciones de las 5 confederaciones miembros de la FIVB.

## Proceso de clasificación
| Confederación         | Método de Clasificación                                     | Fecha                                       | Lugar                     | Cupos | Equipo                                            |
| --------------------- | ----------------------------------------------------------- | ------------------------------------------- | ------------------------- | ----- | ------------------------------------------------- |
| FIVB                  | Anfitrión                                                   | 2018                                        | Lausana, Suiza.           | 1     | Egipto                                            |
| CEV                   | Campeonato Europeo de Voleibol Femenino Sub-17 de 2018      | Del 13 al 21 de abril de 2018               | Sofía, Bulgaria.          | 6     | Rusia Italia Turquía Bulgaria Rumanía Bielorrusia |
| AVC                   | Campeonato Asiático de Voleibol Femenino Sub-17 de 2018     | Del 20 al 27 de mayo de 2018                | Nakhon Pathom, Tailandia. | 4     | Japón China Tailandia Corea del Sur               |
| CSV                   | Campeonato Sudamericano de Voleibol Femenino Sub-18 de 2018 | Del 8 al 12 de julio de 2018                | Valledupar, Colombia.     | 3     | Argentina Perú Brasil                             |
| CAVB                  | Juegos Africanos de la Juventud de 2018                     | Del 18 al 23 de julio de 2018               | Argel, Argelia.           | 2     | Camerún RD Congo                                  |
| NORCECA               | Campeonato NORCECA de Voleibol Femenino Sub-18 de 2018      | Del 25 de agosto al 2 de septiembre de 2018 | Tegucigalpa, Honduras.    | 2     | Estados Unidos Canadá                             |
| NORCECA               | Copa Panamericana de Voleibol Femenino Sub-18 de 2019       | Del 21 al 26 de mayo de 2019                | Durango, México.          | 1     | Puerto Rico                                       |
| América (CSV/NORCECA) | Copa Panamericana de Voleibol Femenino Sub-18 de 2019       | Del 21 al 26 de mayo de 2019                | Durango, México.          | 1     | México                                            |
| Total                 | Total                                                       | Total                                       | Total                     | 20    |                                                   |

## Organización

### País anfitrión y ciudades sedes
| Ismailía | El Cairo                           |
| --- | ---------------------------------- |
| Suez Canal Authority Indoor Halls Complex                                                                       | Cairo Stadium Indoor Halls Complex |
| Capacidad: 11 000 espectadores                                                                                  | Capacidad: 20 000 espectadores     |
| |                                    |
| IsmailíaEl CairoEl Cairo y Ismailía, ciudades sedes del Campeonato Mundial de Voleibol Femenino Sub-18 de 2019. |                                    |

### Formato de competición
El torneo se desarrolla dividido en dos rondas.
En la primera ronda las 20 selecciones fueron repartidas en 4 grupos de 5 equipos, en cada grupo se jugó con un sistema de todos contra todos y los equipos fueron clasificados de acuerdo a los siguientes criterios:
1. Partidos ganados.
2. Puntos obtenidos, los cuales son otorgados de la siguiente manera:
  - Partido con resultado final 3-0 o 3-1: 3 puntos al ganador y 0 puntos al perdedor.
  - Partido con resultado final 3-2: 2 puntos al ganador y 1 puntos al perdedor.
3. Proporción entre los sets ganados y los sets perdidos (Sets ratio).
4. Proporción entre los puntos ganados y los puntos perdidos (Puntos ratio).
5. Si el empate en puntos ratio persiste entre dos equipos se le da prioridad al equipo que haya ganado el último partido entre los equipos implicados.
6. Si el empate en puntos ratio es entre tres o más equipos se elabora una nueva clasificación tomando en consideración solo los partidos jugados entre los equipos implicados.

En la segunda ronda, el último clasificado de cada grupo jugará partidos de clasificación para la posición 17-20 en un sistema de todos contra todos. Los otros 16 equipos avanzan a los octavos de final, que consta de un playoff (primero del Grupo A contra el cuarto del Grupo B, primero del Grupo C contra el cuarto del Grupo D, etc.). Los ganadores de los partidos de playoff avanzarán a los cuartos de final, semifinales y finales para clasificarse de la primera a la octava posición, mientras que los perdedores del partido de playoff jugarán partidos de clasificación, con cuartos de final, semifinales y finales con sistema similares, para clasificarse de la novena a la decimosexta posición.

### Conformación de los grupos
| Grupo A                                 | Grupo B                                           | Grupo C                                       | Grupo D                              |
| --------------------------------------- | ------------------------------------------------- | --------------------------------------------- | ------------------------------------ |
| Egipto Brasil China Camerún Puerto Rico | Italia Estados Unidos Corea del Sur Canadá México | Rusia Argentina Bielorrusia Tailandia Rumanía | Turquía Japón Perú Bulgaria RD Congo |

## Resultados

### Fase de grupos
- Los primeros cuatro de cada grupo pasan a la fase de ocho finales.

     – Clasificados a octavos de final.      – Pasan a disputar la clasificación del 17.º al 20.º puesto.

#### Grupo A
- Sede: Ismalia.

| Pos. | Equipo      | Partidos | Partidos | Partidos | Pts. | Sets | Sets | Sets  | Puntos | Puntos | Puntos |
| Pos. | Equipo      | PJ       | PG       | PP       | Pts. | SG   | SP   | Ratio | PG     | PP     | Ratio  |
| ---- | ----------- | -------- | -------- | -------- | ---- | ---- | ---- | ----- | ------ | ------ | ------ |
| 1    | China       | 4        | 4        | 0        | 12   | 12   | 0    | MAX   | 300    | 194    | 1.546  |
| 2    | Brasil      | 4        | 3        | 1        | 9    | 9    | 3    | 3.000 | 277    | 225    | 1.231  |
| 3    | Egipto      | 4        | 2        | 2        | 6    | 6    | 8    | 0.750 | 312    | 315    | 0.990  |
| 4    | Puerto Rico | 4        | 1        | 3        | 2    | 4    | 11   | 0.363 | 303    | 343    | 0.883  |
| 5    | Camerún     | 4        | 0        | 4        | 1    | 3    | 12   | 0.250 | 246    | 361    | 0.681  |

| Fecha           | Hora  | Equipo 1    | Res.  | Equipo 2    | Set 1 | Set 2 | Set 3 | Set 4 | Set 5 | Total     | Reporte |
| --------------- | ----- | ----------- | ----- | ----------- | ----- | ----- | ----- | ----- | ----- | --------- | ------- |
| 5 de septiembre | 15:00 | China       | 3 – 0 | Camerún     | 25-14 | 25-16 | 25-12 |       |       | 75 – 42   | P2      |
| 5 de septiembre | 21:00 | Egipto      | 3 – 1 | Puerto Rico | 26-24 | 20-25 | 30-28 | 25-21 |       | 101 – 100 | P2      |
| 6 de septiembre | 17:30 | Puerto Rico | 0 – 3 | Brasil      | 12-25 | 20-25 | 13-25 |       |       | 102 – 103 | P2      |
| 6 de septiembre | 20:00 | Camerún     | 1 – 3 | Egipto      | 14-25 | 11-25 | 30-28 | 11-25 |       | 84 – 96   | P2      |
| 7 de septiembre | 17:30 | Brasil      | 3 – 0 | Camerún     | 25-14 | 25-20 | 25-12 |       |       | 75 – 46   | P2      |
| 7 de septiembre | 20:00 | China       | 3 – 0 | Egipto      | 25-17 | 25-20 | 25-12 |       |       | 75 – 49   | P2      |
| 8 de septiembre | 17:30 | China       | 3 – 0 | Brasil      | 25-13 | 25-15 | 25-23 |       |       | 75 –51    | P2      |
| 8 de septiembre | 20:00 | Camerún     | 2 - 3 | Puerto Rico | 25-19 | 26-24 | 11-25 | 21-25 | 09-15 | 92 – 108  | P2      |
| 9 de septiembre | 17:30 | Puerto Rico | 0 – 3 | China       | 16-25 | 18-25 | 18-25 |       |       | 52 – 75   | P2      |
| 9 de septiembre | 20:00 | Brasil      | 3 – 0 | Egipto      | 26-24 | 25-16 | 25-19 |       |       | 75 – 59   | P2      |

#### Grupo B
- Sede: Ismalia.

| Pos. | Equipo         | Partidos | Partidos | Partidos | Pts. | Sets | Sets | Sets  | Puntos | Puntos | Puntos |
| Pos. | Equipo         | PJ       | PG       | PP       | Pts. | SG   | SP   | Ratio | PG     | PP     | Ratio  |
| ---- | -------------- | -------- | -------- | -------- | ---- | ---- | ---- | ----- | ------ | ------ | ------ |
| 1    | Italia         | 4        | 4        | 0        | 10   | 12   | 4    | 3.000 | 364    | 300    | 1.213  |
| 2    | Estados Unidos | 4        | 3        | 1        | 10   | 11   | 3    | 3.666 | 333    | 244    | 1.364  |
| 3    | Canadá         | 4        | 2        | 2        | 5    | 6    | 9    | 0.666 | 281    | 334    | 0.841  |
| 4    | Corea del Sur  | 4        | 1        | 3        | 3    | 4    | 10   | 0.400 | 278    | 333    | 0.834  |
| 5    | México         | 4        | 0        | 4        | 2    | 5    | 12   | 0.416 | 338    | 383    | 0.882  |

| Fecha           | Hora  | Equipo 1       | Res.  | Equipo 2       | Set 1 | Set 2 | Set 3 | Set 4 | Set 5 | Total     | Reporte |
| --------------- | ----- | -------------- | ----- | -------------- | ----- | ----- | ----- | ----- | ----- | --------- | ------- |
| 5 de septiembre | 10:00 | Corea del Sur  | 1 – 3 | Canadá         | 25-19 | 23-25 | 20-25 | 22-25 |       | 90 – 94   | P2      |
| 5 de septiembre | 12:00 | Estados Unidos | 3 – 0 | México         | 25-21 | 25-21 | 25-16 |       |       | 75 – 58   | P2      |
| 6 de septiembre | 10:00 | Italia         | 3 – 2 | Estados Unidos | 20-25 | 21-25 | 25-22 | 25-23 | 15-13 | 106 – 108 | P2      |
| 6 de septiembre | 12:00 | Corea del Sur  | 3 – 1 | México         | 23-25 | 25-22 | 25-19 | 25-23 |       | 98 – 89   | P2      |
| 7 de septiembre | 10:00 | Canadá         | 3 – 2 | México         | 15-25 | 22-25 | 25-18 | 25-15 | 15-11 | 102 – 94  | P2      |
| 7 de septiembre | 12:00 | Italia         | 3 – 0 | Corea del Sur  | 25-15 | 25-14 | 25-20 |       |       | 75 – 49   | P2      |
| 8 de septiembre | 10:00 | Estados Unidos | 3 – 0 | Corea del Sur  | 25-11 | 25-17 | 25-13 |       |       | 75 – 41   | P2      |
| 8 de septiembre | 12:00 | Italia         | 3 – 0 | Canadá         | 25-20 | 25-07 | 25-19 |       |       | 75 – 46   | P2      |
| 9 de septiembre | 10:00 | Italia         | 3 – 2 | México         | 25-15 | 21-25 | 22-25 | 25-20 | 15-12 | 108 – 97  | P2      |
| 9 de septiembre | 12:00 | Estados Unidos | 3 – 0 | Canadá         | 25-10 | 25-13 | 25-16 |       |       | 75 – 39   | P2      |

#### Grupo C
- Sede: El Cairo.

| Pos. | Equipo      | Partidos | Partidos | Partidos | Pts. | Sets | Sets | Sets  | Puntos | Puntos | Puntos |
| Pos. | Equipo      | PJ       | PG       | PP       | Pts. | SG   | SP   | Ratio | PG     | PP     | Ratio  |
| ---- | ----------- | -------- | -------- | -------- | ---- | ---- | ---- | ----- | ------ | ------ | ------ |
| 1    | Rusia       | 4        | 4        | 0        | 11   | 12   | 3    | 4.000 | 358    | 264    | 1.356  |
| 2    | Rumanía     | 4        | 2        | 2        | 7    | 9    | 7    | 1.285 | 348    | 349    | 0.997  |
| 3    | Argentina   | 4        | 2        | 2        | 5    | 6    | 8    | 0.750 | 288    | 294    | 0.979  |
| 4    | Tailandia   | 4        | 1        | 3        | 4    | 6    | 10   | 0.600 | 333    | 363    | 0.917  |
| 5    | Bielorrusia | 4        | 1        | 3        | 3    | 6    | 11   | 0.545 | 325    | 382    | 0.850  |

| Fecha           | Hora  | Equipo 1    | Res.  | Equipo 2    | Set 1 | Set 2 | Set 3 | Set 4 | Set 5 | Total     | Reporte |
| --------------- | ----- | ----------- | ----- | ----------- | ----- | ----- | ----- | ----- | ----- | --------- | ------- |
| 5 de septiembre | 18:00 | Bielorrusia | 3 – 2 | Tailandia   | 19-25 | 28-26 | 20-25 | 25-22 | 15-11 | 107 – 109 | P2      |
| 5 de septiembre | 20:00 | Argentina   | 0 – 3 | Rumanía     | 17-25 | 21-25 | 23-25 |       |       | 61 – 75   | P2      |
| 6 de septiembre | 17:30 | Rusia       | 3 – 0 | Argentina   | 25-19 | 25-17 | 25-16 |       |       | 75 – 52   | P2      |
| 6 de septiembre | 19:30 | Bielorrusia | 1 – 3 | Rumanía     | 25-23 | 10-25 | 21-25 | 22-25 |       | 78 – 98   | P2      |
| 7 de septiembre | 17:30 | Rusia       | 3 – 0 | Bielorrusia | 25-17 | 25-14 | 25-15 |       |       | 75 – 46   | P2      |
| 7 de septiembre | 19:30 | Tailandia   | 3 – 1 | Rumanía     | 27-25 | 22-25 | 25-17 | 25-17 |       | 99 – 84   | P2      |
| 8 de septiembre | 17:30 | Argentina   | 3 – 2 | Bielorrusia | 23-25 | 25-18 | 25-16 | 12-25 | 15-10 | 100 – 94  | P2      |
| 8 de septiembre | 20:00 | Rusia       | 3 – 1 | Tailandia   | 22-25 | 25-23 | 25-09 | 25-18 |       | 97 – 75   | P2      |
| 9 de septiembre | 17:30 | Argentina   | 3 – 0 | Tailandia   | 25-13 | 25-22 | 25-15 |       |       | 75 – 50   | P2      |
| 9 de septiembre | 20:00 | Rusia       | 3 – 2 | Rumanía     | 25-7  | 24-26 | 22-25 | 25-20 | 15-13 | 111 – 91  | P2      |

#### Grupo D
- Sede: El Cairo.

| Pos. | Equipo   | Partidos | Partidos | Partidos | Pts. | Sets | Sets | Sets  | Puntos | Puntos | Puntos |
| Pos. | Equipo   | PJ       | PG       | PP       | Pts. | SG   | SP   | Ratio | PG     | PP     | Ratio  |
| ---- | -------- | -------- | -------- | -------- | ---- | ---- | ---- | ----- | ------ | ------ | ------ |
| 1    | Japón    | 4        | 4        | 0        | 11   | 12   | 4    | 3.000 | 386    | 297    | 1.299  |
| 2    | Perú     | 4        | 2        | 2        | 7    | 9    | 6    | 1.500 | 348    | 306    | 1.137  |
| 3    | Turquía  | 4        | 2        | 2        | 7    | 8    | 7    | 1.142 | 320    | 302    | 1.059  |
| 4    | Bulgaria | 4        | 2        | 2        | 5    | 8    | 8    | 1.000 | 341    | 348    | 0.979  |
| 5    | RD Congo | 4        | 0        | 4        | 0    | 0    | 12   | 0.000 | 158    | 300    | 0.526  |

| Fecha           | Hora  | Equipo 1 | Res.  | Equipo 2 | Set 1 | Set 2 | Set 3 | Set 4 | Set 5 | Total     | Reporte |
| --------------- | ----- | -------- | ----- | -------- | ----- | ----- | ----- | ----- | ----- | --------- | ------- |
| 5 de septiembre | 10:00 | Perú     | 2 – 3 | Bulgaria | 23-25 | 25-17 | 25-23 | 19-25 | 17-19 | 109 – 109 | P2      |
| 5 de septiembre | 12:30 | Japón    | 3 – 0 | RD Congo | 25-11 | 25-15 | 25-9  |       |       | 75 – 35   | P2      |
| 6 de septiembre | 12:30 | Turquía  | 2 – 3 | Japón    | 25-23 | 28-26 | 12-25 | 23-25 | 9-15  | 87 – 114  | P2      |
| 6 de septiembre | 15:00 | Perú     | 3 – 0 | RD Congo | 25-21 | 25-14 | 25-10 |       |       | 75 – 45   | P2      |
| 7 de septiembre | 12:30 | Bulgaria | 3 – 0 | RD Congo | 25-17 | 25-17 | 25-12 |       |       | 75 – 46   | P2      |
| 7 de septiembre | 15:00 | Turquía  | 0 – 3 | Perú     | 18-25 | 16-25 | 16-25 |       |       | 40 – 75   | P2      |
| 8 de septiembre | 12:30 | Japón    | 3 – 1 | Perú     | 25-22 | 28-26 | 24-26 | 25-15 |       | 102 – 89  | P2      |
| 8 de septiembre | 15:00 | Turquía  | 3 – 1 | Bulgaria | 25-20 | 25-23 | 23-25 | 25-13 |       | 98 – 81   | P2      |
| 9 de septiembre | 12:30 | Turquía  | 3 – 0 | RD Congo | 25-9  | 25-9  | 25-14 |       |       | 75 – 32   | P2      |
| 9 de septiembre | 15:00 | Japón    | 3 – 1 | Bulgaria | 25-20 | 25-23 | 20-25 | 25-8  |       | 95 – 76   | P2      |

### Fase Final

#### Clasificación 17.º al 20.º puesto
| Pos. | Equipo      | Partidos | Partidos | Partidos | Pts. | Sets | Sets | Sets  | Puntos | Puntos | Puntos |
| Pos. | Equipo      | PJ       | PG       | PP       | Pts. | SG   | SP   | Ratio | PG     | PP     | Ratio  |
| ---- | ----------- | -------- | -------- | -------- | ---- | ---- | ---- | ----- | ------ | ------ | ------ |
| 17   | Bielorrusia | 3        | 3        | 0        | 9    | 9    | 1    | 9.000 | 251    | 174    | 1.442  |
| 18   | México      | 3        | 2        | 1        | 6    | 7    | 3    | 2.333 | 248    | 191    | 1.298  |
| 19   | Camerún     | 3        | 1        | 2        | 3    | 3    | 6    | 0.500 | 160    | 218    | 0.733  |
| 20   | RD Congo    | 3        | 0        | 3        | 0    | 0    | 9    | 0.000 | 151    | 227    | 0.665  |

| Fecha            | Hora  | Equipo 1    | Res.  | Equipo 2    | Set 1 | Set 2 | Set 3 | Set 4 | Set 5 | Total    | Reporte |
| ---------------- | ----- | ----------- | ----- | ----------- | ----- | ----- | ----- | ----- | ----- | -------- | ------- |
| 10 de septiembre | 10:00 | Camerún     | 0 – 3 | México      | 13-25 | 12-25 | 20-25 |       |       | 45 – 75  | P2      |
| 10 de septiembre | 10:00 | Bielorrusia | 3 – 0 | RD Congo    | 25-11 | 25-7  | 25-20 |       |       | 75 – 38  | P2      |
| 12 de septiembre | 09:00 | Camerún     | 3 – 0 | RD Congo    | 27-25 | 25-20 | 25-23 |       |       | 77 – 68  | P2      |
| 12 de septiembre | 11:00 | México      | 1 – 3 | Bielorrusia | 25-27 | 25-22 | 25-27 | 23-25 |       | 98 – 101 | P2      |
| 13 de septiembre | 09:00 | México      | 3 – 0 | RD Congo    | 25-8  | 25-17 | 25-20 |       |       | 75 – 45  | P2      |
| 13 de septiembre | 11:00 | Camerún     | 0 – 3 | Bielorrusia | 8-25  | 18-25 | 12-25 |       |       | 38 – 75  | P2      |

#### Clasificación 1.° al 16.° puesto
|  | Octavos de final | Octavos de final |                |                | Cuartos de final | Cuartos de final |  |        | Semifinales | Semifinales |       |              | Final        | Final |  |
|  |                  |                  |                |                |                  |                  |  |        |             |             |       |              |              |       |  |
|  |                  |                  |                |                |                  |                  |  |        |             |             |       |              |              |       |  |
|  | Italia           | 3                |                |                |                  |                  |  |        |             |             |       |              |              |       |  |
|  | Italia           | 3                |                |                |                  |                  |  |        |             |             |       |              |              |       |  |
|  | Puerto Rico      | 0                |                |                |                  |                  |  |        |             |             |       |              |              |       |  |
|  | Puerto Rico      | 0                |                | Italia         | 3                |                  |  |        |             |             |       |              |              |       |  |
|  |                  |                  |                | Italia         | 3                |                  |  |        |             |             |       |              |              |       |  |
|  |                  |                  | Perú           | 0              |                  |                  |  |        |             |             |       |              |              |       |  |
|  | Perú             | 3                | Perú           | 0              |                  |                  |  |        |             |             |       |              |              |       |  |
|  | Perú             | 3                |                |                |                  |                  |  |        |             |             |       |              |              |       |  |
|  | Argentina        | 1                |                |                |                  |                  |  |        |             |             |       |              |              |       |  |
|  | Argentina        | 1                |                |                |                  |                  |  | Italia | 3           |             |       |              |              |       |  |
|  |                  |                  |                |                |                  |                  |  | Italia | 3           |             |       |              |              |       |  |
|  |                  |                  | China          | 2              |                  |                  |  |        |             |             |       |              |              |       |  |
|  | China            | 3                | China          | 2              |                  |                  |  |        |             |             |       |              |              |       |  |
|  | China            | 3                |                |                |                  |                  |  |        |             |             |       |              |              |       |  |
|  | Corea del Sur    | 0                |                |                |                  |                  |  |        |             |             |       |              |              |       |  |
|  | Corea del Sur    | 0                |                | China          | 3                |                  |  |        |             |             |       |              |              |       |  |
|  |                  |                  |                | China          | 3                |                  |  |        |             |             |       |              |              |       |  |
|  |                  |                  | Rumanía        | 0              |                  |                  |  |        |             |             |       |              |              |       |  |
|  | Rumanía          | 3                | Rumanía        | 0              |                  |                  |  |        |             |             |       |              |              |       |  |
|  | Rumanía          | 3                |                |                |                  |                  |  |        |             |             |       |              |              |       |  |
|  | Turquía          | 0                |                |                |                  |                  |  |        |             |             |       |              |              |       |  |
|  | Turquía          | 0                |                |                |                  |                  |  |        |             |             |       | Italia       | 2            |       |  |
|  |                  |                  |                |                |                  |                  |  |        |             |             |       | Italia       | 2            |       |  |
|  |                  |                  | Estados Unidos | 3              |                  |                  |  |        |             |             |       |              |              |       |  |
|  | Brasil           | 3                | Estados Unidos | 3              |                  |                  |  |        |             |             |       |              |              |       |  |
|  | Brasil           | 3                |                |                |                  |                  |  |        |             |             |       |              |              |       |  |
|  | Canadá           | 0                |                |                |                  |                  |  |        |             |             |       |              |              |       |  |
|  | Canadá           | 0                |                | Brasil         | 3                |                  |  |        |             |             |       |              |              |       |  |
|  |                  |                  |                | Brasil         | 3                |                  |  |        |             |             |       |              |              |       |  |
|  |                  |                  | Rusia          | 2              |                  |                  |  |        |             |             |       |              |              |       |  |
|  | Rusia            | 3                | Rusia          | 2              |                  |                  |  |        |             |             |       |              |              |       |  |
|  | Rusia            | 3                |                |                |                  |                  |  |        |             |             |       |              |              |       |  |
|  | Bulgaria         | 1                |                |                |                  |                  |  |        |             |             |       |              |              |       |  |
|  | Bulgaria         | 1                |                |                |                  |                  |  | Brasil | 0           |             |       |              |              |       |  |
|  |                  |                  |                |                |                  |                  |  | Brasil | 0           |             |       |              |              |       |  |
|  |                  |                  | Estados Unidos | 3              |                  |                  |  |        |             |             |       |              |              |       |  |
|  | Estados Unidos   | 3                | Estados Unidos | 3              |                  |                  |  |        |             |             |       |              |              |       |  |
|  | Estados Unidos   | 3                |                |                |                  |                  |  |        |             |             |       |              |              |       |  |
|  | Egipto           | 0                |                |                |                  |                  |  |        |             |             |       |              |              |       |  |
|  | Egipto           | 0                |                | Estados Unidos | 3                |                  |  |        |             |             |       | Tercer lugar | Tercer lugar |       |  |
|  |                  |                  |                | Estados Unidos | 3                |                  |  |        |             |             |       | Tercer lugar | Tercer lugar |       |  |
|  |                  |                  | Japón          | 1              |                  |                  |  |        |             |             |       |              |              |       |  |
|  | Japón            | 3                | Japón          | 1              |                  |                  |  |        |             |             | China | 1            |              |       |  |
|  | Japón            | 3                |                |                |                  |                  |  |        |             |             | China | 1            |              |       |  |
|  | Tailandia        | 0                |                |                |                  |                  |  |        |             |             |       |              | Brasil       | 3     |  |
|  | Tailandia        | 0                |                |                |                  |                  |  |        |             |             |       |              | Brasil       | 3     |  |
|  |                  |                  |                |                |                  |                  |  |        |             |             |       |              |              |       |  |

###### Octavos de final
| Fecha            | Hora  | Equipo 1       | Res.  | Equipo 2      | Set 1 | Set 2 | Set 3 | Set 4 | Set 5 | Total   | Reporte |
| ---------------- | ----- | -------------- | ----- | ------------- | ----- | ----- | ----- | ----- | ----- | ------- | ------- |
| 10 de septiembre | 13:30 | Italia         | 3 – 0 | Puerto Rico   | 25-12 | 25-18 | 25-21 |       |       | 75 – 51 | P2      |
| 10 de septiembre | 13:30 | Perú           | 3 – 1 | Argentina     | 16-25 | 25-15 | 25-22 | 26-24 |       | 92 – 86 | P2      |
| 10 de septiembre | 16:00 | Japón          | 3 – 0 | Tailandia     | 25-19 | 25-18 | 25-19 |       |       | 75 – 56 | P2      |
| 10 de septiembre | 16:00 | China          | 3 – 0 | Corea del Sur | 27-25 | 27-25 | 26-24 |       |       | 80 – 74 | P2      |
| 10 de septiembre | 18:30 | Brasil         | 3 – 0 | Canadá        | 25-21 | 25-18 | 25-19 |       |       | 75 – 58 | P2      |
| 10 de septiembre | 18:30 | Rusia          | 3 – 1 | Bulgaria      | 25-17 | 25-20 | 15-25 | 25-16 |       | 90 – 78 | P2      |
| 10 de septiembre | 20:00 | Estados Unidos | 3 – 0 | Egipto        | 25-13 | 27-25 | 25-17 |       |       | 77 – 55 | P2      |
| 10 de septiembre | 20:00 | Rumania        | 3 – 0 | Turquía       | 25-18 | 25-16 | 25-20 |       |       | 75 – 54 | P2      |

##### Clasificación 9.º al 16.º puesto
Los equipos que resultaron perdedores en los octavos de final pasaron a disputar la clasificación del 9.° al 16.° puesto.
|  | Partido 13.º y 14.º puesto | Partido 13.º y 14.º puesto |               |   | Semifinales 13.º al 16.º puesto | Semifinales 13.º al 16.º puesto |          |   | Cuartos de final 9.º al 16.º puesto | Cuartos de final 9.º al 16.º puesto |          |   | Semifinales 9.º al 12.º puesto | Semifinales 9.º al 12.º puesto |  |  | Partido 9.º y 10.º puesto | Partido 9.º y 10.º puesto |
|  |                            |                            |               |   |                                 |                                 |          |   |                                     |                                     |          |   |                                |                                |  |  |                           |                           |
|  |                            |                            |               |   |                                 |                                 |          |   |                                     |                                     |          |   |                                |                                |  |  |                           |                           |
|  |                            |                            |               |   |                                 |                                 |          |   |                                     |                                     |          |   |                                |                                |  |  |                           |                           |
|  |                            |                            |               |   |                                 |                                 |          |   | Puerto Rico                         | 1                                   |          |   |                                |                                |  |  |                           |                           |
|  |                            |                            |               |   |                                 |                                 |          |   | Puerto Rico                         | 1                                   |          |   |                                |                                |  |  |                           |                           |
|  |                            |                            | Argentina     | 3 |                                 |                                 |          |   |                                     |                                     |          |   |                                |                                |  |  |                           |                           |
|  |                            | Puerto Rico                | Argentina     | 3 | 1                               |                                 |          |   |                                     | Argentina                           | 2        |   |                                |                                |  |  |                           |                           |
|  |                            |                            |               |   | 1                               |                                 |          |   |                                     | Argentina                           | 2        |   |                                |                                |  |  |                           |                           |
|  |                            |                            | Corea del Sur | 3 |                                 |                                 | Turquía  | 3 |                                     |                                     |          |   |                                |                                |  |  |                           |                           |
|  | Corea del Sur              | 1                          | Corea del Sur | 3 |                                 |                                 | Turquía  | 3 |                                     |                                     |          |   |                                |                                |  |  |                           |                           |
|  | Corea del Sur              | 1                          |               |   |                                 |                                 |          |   |                                     |                                     |          |   |                                |                                |  |  |                           |                           |
|  |                            |                            | Turquía       | 3 |                                 |                                 |          |   |                                     |                                     |          |   |                                |                                |  |  |                           |                           |
|  | Corea del Sur              | 3                          | Turquía       | 3 |                                 |                                 | Egipto   | 0 |                                     |                                     |          |   |                                |                                |  |  |                           |                           |
|  | Corea del Sur              | 3                          |               |   |                                 |                                 | Egipto   | 0 |                                     |                                     |          |   |                                |                                |  |  |                           |                           |
|  | Canadá                     | 2                          |               |   | Turquía                         | 3                               |          |   |                                     |                                     |          |   |                                |                                |  |  |                           |                           |
|  | Canadá                     | 2                          | Canadá        | 1 | Turquía                         | 3                               |          |   |                                     |                                     |          |   |                                |                                |  |  |                           |                           |
|  |                            |                            | Canadá        | 1 |                                 |                                 |          |   |                                     |                                     |          |   |                                |                                |  |  |                           |                           |
|  |                            |                            | Bulgaria      | 3 |                                 |                                 |          |   |                                     |                                     |          |   |                                |                                |  |  |                           |                           |
|  | Partido 15.º y 16.º puesto | Partido 15.º y 16.º puesto | Bulgaria      | 3 | Canadá                          | 3                               |          |   |                                     |                                     | Bulgaria | 1 | Partido 11.º y 12.º puesto     | Partido 11.º y 12.º puesto     |  |  |                           |                           |
|  | Partido 15.º y 16.º puesto | Partido 15.º y 16.º puesto |               |   | Canadá                          | 3                               |          |   |                                     |                                     | Bulgaria | 1 | Partido 11.º y 12.º puesto     | Partido 11.º y 12.º puesto     |  |  |                           |                           |
|  |                            |                            |               |   | Tailandia                       | 2                               |          |   | Egipto                              | 3                                   |          |   |                                |                                |  |  |                           |                           |
|  | Puerto Rico                | 1                          | Egipto        | 3 | Tailandia                       | 2                               | Bulgaria | 3 | Egipto                              | 3                                   |          |   |                                |                                |  |  |                           |                           |
|  | Puerto Rico                | 1                          | Egipto        | 3 |                                 |                                 | Bulgaria | 3 |                                     |                                     |          |   |                                |                                |  |  |                           |                           |
|  | Tailandia                  | 3                          |               |   | Tailandia                       | 2                               |          |   | Argentina                           | 0                                   |          |   |                                |                                |  |  |                           |                           |

| Fecha            | Hora  | Equipo 1      | Res.  | Equipo 2  | Set 1 | Set 2 | Set 3 | Set 4 | Set 5 | Total     | Reporte |
| ---------------- | ----- | ------------- | ----- | --------- | ----- | ----- | ----- | ----- | ----- | --------- | ------- |
| 12 de septiembre | 14:00 | Corea del Sur | 1 – 3 | Turquía   | 25-22 | 17-25 | 14-25 | 11-25 |       | 67 – 97   | P2      |
| 12 de septiembre | 16:30 | Canadá        | 1 – 3 | Bulgaria  | 17-25 | 26-24 | 16-25 | 23-25 |       | 82 – 99   | P2      |
| 12 de septiembre | 19:00 | Puerto Rico   | 1 – 3 | Argentina | 10-25 | 17-25 | 25-19 | 15-25 |       | 67 – 94   | P2      |
| 12 de septiembre | 21:30 | Egipto        | 3 – 2 | Tailandia | 25-21 | 25-23 | 17-25 | 22-25 | 18-16 | 107 – 110 | P2      |

###### Semifinales 13.º al 16.º puesto
| Fecha            | Hora  | Equipo 1      | Res.  | Equipo 2    | Set 1 | Set 2 | Set 3 | Set 4 | Set 5 | Total    | Reporte |
| ---------------- | ----- | ------------- | ----- | ----------- | ----- | ----- | ----- | ----- | ----- | -------- | ------- |
| 13 de septiembre | 13:00 | Canadá        | 3 – 2 | Tailandia   | 9-25  | 25-23 | 25-22 | 20-25 | 15-10 | 94 – 105 | P2      |
| 13 de septiembre | 15:30 | Corea del Sur | 3 – 1 | Puerto Rico | 25-15 | 21-25 | 25-16 | 26-24 |       | 97 – 80  | P2      |

###### Semifinales 9.º al 12.º puesto
| Fecha            | Hora  | Equipo 1 | Res.  | Equipo 2  | Set 1 | Set 2 | Set 3 | Set 4 | Set 5 | Total     | Reporte |
| ---------------- | ----- | -------- | ----- | --------- | ----- | ----- | ----- | ----- | ----- | --------- | ------- |
| 13 de septiembre | 18:00 | Turquía  | 3 – 2 | Argentina | 15-25 | 22-25 | 25-19 | 25-21 | 15-12 | 102 – 102 | P2      |
| 13 de septiembre | 20:30 | Bulgaria | 1 – 3 | Egipto    | 23-25 | 25-21 | 15-25 | 20-25 |       | 83 – 96   | P2      |

###### Partido por el 15.º y 16.º puesto
| Fecha            | Hora  | Equipo 1  | Res.  | Equipo 2    | Set 1 | Set 2 | Set 3 | Set 4 | Set 5 | Total   | Reporte |
| ---------------- | ----- | --------- | ----- | ----------- | ----- | ----- | ----- | ----- | ----- | ------- | ------- |
| 14 de septiembre | 10:00 | Tailandia | 3 – 1 | Puerto Rico | 20-25 | 25-20 | 26-24 | 25-22 |       | 96 – 91 | P2      |

###### Partido por el 13.º y 14.º puesto
| Fecha            | Hora  | Equipo 1 | Res.  | Equipo 2      | Set 1 | Set 2 | Set 3 | Set 4 | Set 5 | Total    | Reporte |
| ---------------- | ----- | -------- | ----- | ------------- | ----- | ----- | ----- | ----- | ----- | -------- | ------- |
| 14 de septiembre | 12:00 | Canadá   | 2 – 3 | Corea del Sur | 25-11 | 25-21 | 21-25 | 22-25 | 10-15 | 103 – 97 | P2      |

###### Partido por el 11.º y 12.º puesto
| Fecha            | Hora  | Equipo 1 | Res.  | Equipo 2  | Set 1 | Set 2 | Set 3 | Set 4 | Set 5 | Total   | Reporte |
| ---------------- | ----- | -------- | ----- | --------- | ----- | ----- | ----- | ----- | ----- | ------- | ------- |
| 14 de septiembre | 14:00 | Bulgaria | 3 – 0 | Argentina | 26-24 | 25-17 | 25-13 |       |       | 76 – 54 | P2      |

###### Partido por el 9.º y 10.º puesto
| Fecha            | Hora  | Equipo 1 | Res.  | Equipo 2 | Set 1 | Set 2 | Set 3 | Set 4 | Set 5 | Total   | Reporte |
| ---------------- | ----- | -------- | ----- | -------- | ----- | ----- | ----- | ----- | ----- | ------- | ------- |
| 14 de septiembre | 20:00 | Egipto   | 0 – 3 | Turquía  | 19-25 | 22-25 | 18-25 |       |       | 59 – 75 | P2      |

##### Cuartos de final
| Fecha            | Hora  | Equipo 1       | Res.  | Equipo 2 | Set 1 | Set 2 | Set 3 | Set 4 | Set 5 | Total    | Reporte |
| ---------------- | ----- | -------------- | ----- | -------- | ----- | ----- | ----- | ----- | ----- | -------- | ------- |
| 12 de septiembre | 12:30 | China          | 3 – 0 | Rumanía  | 25-17 | 30-28 | 25-19 |       |       | 80 – 64  | P2      |
| 12 de septiembre | 15:00 | Brasil         | 3 – 2 | Rusia    | 21-25 | 17-25 | 25-19 | 25-17 | 15-9  | 103 – 95 | P2      |
| 12 de septiembre | 17:30 | Estados Unidos | 3 – 1 | Japón    | 17-25 | 25-13 | 25-19 | 25-20 |       | 92 – 77  | P2      |
| 12 de septiembre | 20:00 | Italia         | 3 – 0 | Perú     | 25-19 | 25-10 | 25-18 |       |       | 75 – 47  | P2      |

##### Clasificación 5.º al 8.º puesto
Los equipos que resultaron perdedores en los cuartos de final pasaron a disputar la clasificación del 5.° al 8.° puesto.
|  | Semifinales 5.º al 8.º puesto | Semifinales 5.º al 8.º puesto |   |      | Partido 5.º y 6.º puesto | Partido 5.º y 6.º puesto |  |
|  |                               |                               |   |      |                          |                          |  |
|  |                               |                               |   |      |                          |                          |  |
|  | Perú                          | 0                             |   |      |                          |                          |  |
|  | Rumanía                       | 3                             |   |      |                          |                          |  |
|  |                               |                               |   |      |                          |                          |  |
|  |                               |                               |   |      |                          |                          |  |
|  |                               |                               |   |      | Rumanía                  | 0                        |  |
|  |                               | Japón                         | 3 |      |                          |                          |  |
|  |                               |                               |   |      |                          |                          |  |
|  |                               |                               |   |      |                          |                          |  |
|  |                               |                               |   |      | Partido 7.º y 8.º puesto |                          |  |
|  |                               |                               |   |      |                          |                          |  |
|  | Rusia                         | 1                             |   | Perú | 0                        |                          |  |
|  | Japón                         | 3                             |   |      | Rusia                    | 3                        |  |

###### Semifinales 5.º al 8.º puesto
| Fecha            | Hora  | Equipo 1 | Res.  | Equipo 2 | Set 1 | Set 2 | Set 3 | Set 4 | Set 5 | Total    | Reporte |
| ---------------- | ----- | -------- | ----- | -------- | ----- | ----- | ----- | ----- | ----- | -------- | ------- |
| 13 de septiembre | 12:30 | Rusia    | 1 – 3 | Japón    | 25-27 | 25-23 | 17-25 | 23-25 |       | 90 – 100 | P2      |
| 13 de septiembre | 15:00 | Rumania  | 3 – 0 | Perú     | 25-20 | 25-21 | 25-17 |       |       | 75 – 58  | P2      |

###### Partido por el 7.º y 8.º puesto
El horario de este partido fue retrasado dos horas respecto de su programación inicial.
| Fecha            | Hora  | Equipo 1 | Res.  | Equipo 2 | Set 1 | Set 2 | Set 3 | Set 4 | Set 5 | Total   | Reporte |
| ---------------- | ----- | -------- | ----- | -------- | ----- | ----- | ----- | ----- | ----- | ------- | ------- |
| 14 de septiembre | 11:00 | Rusia    | 3 – 0 | Perú     | 25-12 | 25-16 | 25-15 |       |       | 75 – 43 | P2      |

###### Partido por el 5.º y 6.º puesto
El horario de este partido fue adelantado dos horas respecto de su programación inicial.
| Fecha            | Hora  | Equipo 1 | Res.  | Equipo 2 | Set 1 | Set 2 | Set 3 | Set 4 | Set 5 | Total   | Reporte |
| ---------------- | ----- | -------- | ----- | -------- | ----- | ----- | ----- | ----- | ----- | ------- | ------- |
| 14 de septiembre | 13:30 | Japón    | 3 – 0 | Rumanía  | 25-23 | 25-23 | 25-15 |       |       | 75 – 61 | P2      |

##### Semifinales
| Fecha            | Hora  | Equipo 1 | Res.  | Equipo 2       | Set 1 | Set 2 | Set 3 | Set 4 | Set 5 | Total    | Reporte |
| ---------------- | ----- | -------- | ----- | -------------- | ----- | ----- | ----- | ----- | ----- | -------- | ------- |
| 13 de septiembre | 17:30 | Brasil   | 0 – 3 | Estados Unidos | 18-25 | 18-25 | 14-25 |       |       | 50 – 75  | P2      |
| 13 de septiembre | 20:00 | China    | 2 – 3 | Italia         | 25-22 | 25-19 | 19-25 | 19-25 | 10-15 | 98 – 106 | P2      |

##### Partido por el3.ery 4.º puesto
| Fecha            | Hora  | Equipo 1 | Res.  | Equipo 2 | Set 1 | Set 2 | Set 3 | Set 4 | Set 5 | Total   | Reporte |
| ---------------- | ----- | -------- | ----- | -------- | ----- | ----- | ----- | ----- | ----- | ------- | ------- |
| 14 de septiembre | 16:00 | Brasil   | 3 – 1 | China    | 25-18 | 25-18 | 22-25 | 27-25 |       | 99 – 86 | P2      |

##### Final
| Fecha            | Hora  | Equipo 1       | Res.  | Equipo 2 | Set 1 | Set 2 | Set 3 | Set 4 | Set 5 | Total    | Reporte |
| ---------------- | ----- | -------------- | ----- | -------- | ----- | ----- | ----- | ----- | ----- | -------- | ------- |
| 14 de septiembre | 19:00 | Estados Unidos | 3 – 2 | Italia   | 25-17 | 19-25 | 25-18 | 22-25 | 15-10 | 106 – 95 | P2      |

## Clasificación final
| Pos.              | Equipo         |
| ----------------- | -------------- |
| Medalla de oro    | Estados Unidos |
| Medalla de plata  | Italia         |
| Medalla de bronce | Brasil         |
| 4                 | China          |
| 5                 | Japón          |
| 6                 | Rumanía        |
| 7                 | Rusia          |
| 8                 | Perú           |
| 9                 | Turquía        |
| 10                | Egipto         |
| 11                | Bulgaria       |
| 12                | Argentina      |
| 13                | Corea del Sur  |
| 14                | Canadá         |
| 15                | Tailandia      |
| 16                | Puerto Rico    |
| 17                | Bielorrusia    |
| 18                | México         |
| 19                | Camerún        |
| 20                | RD Congo       |

| Estados Unidos Campeón 1.º título |
| Plantel |
| Kami Miner, Kennedi Orr (c), Elena Oglivie, Lindsay Krause, Jess Mruzik, Emily Londot, Allison Jacobs, Caroline Crawford, Devyn Robinson, Carter Booth, Lexi Rodriguez, Sydney Taylor |
| Entrenador |
| James Stone |

## Premios individuales
- Jugadora más valiosa (MVP) – Jessica Mruzik ( Estados Unidos)
- Mejor armadora – Kennedi Orr ( Estados Unidos)
- Mejores atacantes – Ana Cristina de Souza ( Brasil) y Oghosasere Omoruyi ( Italia)
- Mejores centrales – Devyn Robinson ( Estados Unidos) y Emma Graziani ( Italia)
- Mejor opuesta – Giorgia Frosini ( Italia)
- Mejor líbero – Zhu Xingchen ( China)